# 1964年インスブルックオリンピックのスイス選手団
1964年インスブルックオリンピックのスイス選手団（1964ねんインスブルックオリンピックのスイスせんしゅだん）は、1964年1月29日から2月9日までオーストリアのインスブルックで開催された1964年インスブルックオリンピックのスイス選手団、およびその競技結果。

## 概要
今大会はメダルなしに終わった。第1回冬季オリンピック大会の1924年シャモニー・モンブランオリンピックから参加を続けているスイス勢にとって、メダル無しに終わったのは初めて。

## メダル
スイス勢のメダル獲得はなかった。